# Shenzhen Open 2014
Shenzhen Open 2014 byl tenisový turnaj pořádaný jako součást ženského okruhu WTA Tour, který se hrál na dvorcích s tvrdým povrchem v areálu Shenzhen Longgang Tennis Centre. Konal se mezi 30. prosincem 2013 až 5. lednem 2014 v čínském městě Šen-čen jako 2. ročník turnaje.
Turnaj s rozpočtem 500 000 dolarů patřil do kategorie WTA International Tournaments. Nejvýše nasazenou hráčkou ve dvouhře se stala třetí tenistka světa Li Na z Číny, která potvrdila roli favoritky a turnaj podruhé vyhrála po finálové výhře nad krajankou Šuaj Pchengovou. V deblové soutěži triumfoval rumunsko-český pár Monica Niculescuová a Klára Zakopalová.

## Ženská dvouhra

### Nasazení
| Stát    | Hráčka            | WTA1) | Nasazení |
| ------- | ----------------- | ----- | -------- |
| Čína    | Li Na             | 3.    | 1.       |
| Itálie  | Sara Erraniová    | 7.    | 2.       |
| Česko   | Klára Zakopalová  | 35.   | 3.       |
| Srbsko  | Bojana Jovanovská | 36.   | 4.       |
| Čína    | Pcheng Šuaj       | 42.   | 5.       |
| Čína    | Čang Šuaj         | 52.   | 6.       |
| Čína    | Čeng Ťie          | 53.   | 7.       |
| Německo | Annika Becková    | 58.   | 8.       |

- 1) Žebříček WTA k 30. prosinci 2013.

### Jiné formy účasti
Následující hráčky obdržely divokou kartu do hlavní soutěže:
- Věra Zvonarevová[2]
- Čeng Saj-saj
- Liou Fang-čou

Následující hráčky si zajistily postup do hlavní soutěže v kvalifikaci:
- Anna-Lena Friedsamová
- Viktorija Golubicová
- Ljudmyla Kičenoková
- Risa Ozakiová

### Odhlášení
před zahájením turnaje
- María Teresa Torrová Florová
- Dinah Pfizenmaierová

v průběhu turnaje
- Vania Kingová (poranění pravého stehna)

### Skrečování
- Tímea Babosová (gastrointestinální potíže)

## Ženská čtyřhra

### Nasazení
| Stát      | Hráčka            | Stát       | Hráčka              | WTA1) | Nasazení |
| --------- | ----------------- | ---------- | ------------------- | ----- | -------- |
| Čína      | Čang Šuaj         | Čína       | Čeng Saj-saj        | 95.   | 1.       |
| Maďarsko  | Tímea Babosová    | Chorvatsko | Petra Martićová     | 123.  | 2.       |
| Ukrajina  | Iryna Burjačoková | Gruzie     | Oxana Kalašnikovová | 125.  | 3.       |
| Tchaj-wan | Čan Jung-žan      | Slovensko  | Janette Husárová    | 139.  | 4.       |

- 1) Žebříček WTA k 30. prosinci 2013; číslo je součtem umístění obou členek páru.

### Jiné formy účasti
Následující páry obdržely divokou kartu do hlavní soutěže:
- Liou Fang-čou /  Jou Siao-ti
- Sü Š'-lin /  Sun C'-jüe

### Odhlášení
v průběhu turnaje
- Tímea Babosová (gastrointestinální potíže)

## Přehled finále

### Ženská dvouhra
- Li Na  vs.  Pcheng Šuaj, 6–4, 7–5

### Ženská čtyřhra
- Monica Niculescuová /  Klára Zakopalová vs.  Ludmila Kičenoková /  Nadija Kičenoková, 6–3, 6–4